# Relations entre le Bangladesh et la Syrie
Les relations entre le Bangladesh et la Syrie sont les relations bilatérales de la république populaire du Bangladesh et la Syrie.

## Histoire
La Syrie était contre l'ingérence dans la guerre de libération du Bangladesh en 1971, la décrivant comme une affaire intérieure du Pakistan et appelant à ne pas intervenir, décrivant l'Inde comme l'agresseur dans le conflit. Le Bangladesh a exporté des produits de jute vers la Syrie pour une valeur de plus d'un milliard de takas par an entre 2012 et 2013.
De 2015 à 2016, des femmes bangladaises ont été victimes de la traite des êtres humains vers la Syrie, où elles ont été forcées de travailler comme travailleuses du sexe et comme esclaves,. On leur a promis des emplois de domestiques au Liban. En 2016, le gouvernement du Bangladesh a émis un avis contre les voyages en Syrie.
Le ministère des affaires étrangères du Bangladesh a condamné l'utilisation d'armes chimiques « par toute partie et dans toutes les circonstances » après une attaque chimique en Syrie en 2013. Il a demandé qu'il soit mis fin au conflit par « des moyens diplomatiques et pacifiques ». Quelques Bangladais ont rejoint l'État islamique en Syrie,. Un certain nombre de Britanniques du Bangladesh, y compris des familles entières, ont également rejoint l'État islamique,. Tamim Chowdhury, un Canadien d'origine bangladaise qui a combattu en Syrie, deviendra le chef de l'unité de l'État islamique au Bangladesh.
Sur la résolution du conflit en Syrie, un fonctionnaire du gouvernement bangladais a déclaré que « dans le contexte actuel, une position neutre ne satisfait pas toujours toutes les parties ». Un autre fonctionnaire du gouvernement a ajouté : « Nous soutenons la paix. Nous voulons une solution pacifique à la situation, grâce à laquelle la Syrie conservera sa souveraineté ». Le gouvernement a déclaré n'avoir aucune position officielle concernant les bombardements menés en Syrie par les États-Unis, le Royaume-Uni et la France.